# Varà encintat
El varà encintat (Varanus varius) és una espècie de sauropsid (rèptil) escatós de la família Varanidae autòctona d'Austràlia, on rep el nom de goanna, com altres espècies de varans australians.